# Lorenzo Gordinho
Lorenzo João Gordinho (ur. 26 kwietnia 1994 w Benoni) – południowoafrykański piłkarz pochodzenia portugalskiego występujący na pozycji obrońcy w klubie Cape Town City FC.

## Kariera klubowa

### Kaizer Chiefs
W 2013 roku został przesunięty do pierwszej drużyny Kaizer Chiefs. Zadebiutował 11 lutego 2014 w meczu Premier Soccer League przeciwko Maritzburg United (2:2). W sezonie 2014/15 jego zespół zajął pierwsze miejsce w tabeli zdobywając mistrzostwo Południowej Afryki. Pierwszą bramkę zdobył 19 grudnia 2015 w meczu ligowym przeciwko Bidvest Wits (2:1). 12 marca 2016 zadebiutował w Afrykańskiej Lidze Mistrzów w meczu przeciwko ASEC Mimosas (0:1).

### Bloemfontein Celtic
3 stycznia 2018 został wysłany na wypożyczenie do klubu Bloemfontein Celtic. Zadebiutował 7 stycznia 2018 w meczu Premier Soccer League przeciwko Lamontville Golden Arrows (2:1). Pierwszą bramkę zdobył 4 kwietnia 2018 w meczu ligowym przeciwko Orlando Pirates (2:1).

### Bidvest Wits
14 stycznia 2020 przeszedł do drużyny Bidvest Wits. Zadebiutował 9 lutego 2020 w meczu Nedbank Cup przeciwko Orlando Pirates (3:3 k. 2:3). W Premier Soccer League zadebiutował 12 lutego 2020 w meczu przeciwko Maritzburg United (0:1). Pierwszą bramkę zdobył 13 marca 2020 w meczu Nedbank Cup przeciwko Real Kings FC (0:4).

### Viborg FF
14 września 2020 podpisał kontrakt z klubem Viborg FF. Zadebiutował 30 września 2020 w meczu 1. division przeciwko Vendsyssel FF (3:1). Pierwszą bramkę zdobył 15 maja 2021 w meczu ligowym przeciwko Esbjerg fB (0:4). W sezonie 2020/21 jego zespół zajął pierwsze miejsce w tabeli i awansował do Superligaen.

## Kariera reprezentacyjna

### Południowa Afryka
W 2017 roku otrzymał powołanie do reprezentacji Południowej Afryki. Zadebiutował 13 czerwca 2017 w meczu towarzyskim przeciwko reprezentacji Zambii (1:2).

## Statystyki

### Klubowe
(aktualne na dzień 13 czerwca 2021)
| Klub                       | Sezon              | Liga                  | Liga  | Liga   | Puchar kraju | Puchar kraju | Puchar ligi | Puchar ligi | CAF   | CAF    | Inne  | Inne   | Suma  | Suma   |
| Klub                       | Sezon              | Liga                  | Mecze | Bramki | Mecze        | Bramki       | Mecze       | Bramki      | Mecze | Bramki | Mecze | Bramki | Mecze | Bramki |
| -------------------------- | ------------------ | --------------------- | ----- | ------ | ------------ | ------------ | ----------- | ----------- | ----- | ------ | ----- | ------ | ----- | ------ |
| Kaizer Chiefs              | 2013/14            | Premier Soccer League | 2     | 0      | 1            | 0            | 0           | 0           | 0     | 0      | 0     | 0      | 3     | 0      |
| Kaizer Chiefs              | 2014/15            | Premier Soccer League | 1     | 0      | 1            | 0            | 0           | 0           | 0     | 0      | 0     | 0      | 2     | 0      |
| Kaizer Chiefs              | 2015/16            | Premier Soccer League | 16    | 3      | 0            | 0            | 2           | 0           | 2     | 0      | 1     | 0      | 21    | 3      |
| Kaizer Chiefs              | 2016/17            | Premier Soccer League | 25    | 4      | 2            | 0            | 2           | 0           | –     | –      | 1     | 0      | 30    | 4      |
| Kaizer Chiefs              | 2017/18            | Premier Soccer League | 6     | 0      | 0            | 0            | 0           | 0           | –     | –      | 1     | 0      | 7     | 0      |
| Kaizer Chiefs              | 2018/19            | Premier Soccer League | 3     | 0      | 0            | 0            | 0           | 0           | 0     | 0      | 0     | 0      | 3     | 0      |
| Kaizer Chiefs              | 2019/20            | Premier Soccer League | 5     | 0      | 0            | 0            | 0           | 0           | –     | –      | –     | –      | 5     | 0      |
| Kaizer Chiefs              | Ogólnie            | Ogólnie               | 58    | 7      | 4            | 0            | 4           | 0           | 2     | 0      | 3     | 0      | 71    | 7      |
| Bloemfontein Celtic (wyp.) | 2017/18            | Premier Soccer League | 14    | 1      | 2            | 0            | 0           | 0           | –     | –      | –     | –      | 16    | 1      |
| Bloemfontein Celtic (wyp.) | 2018/19            | Premier Soccer League | 13    | 0      | 0            | 0            | 1           | 0           | –     | –      | –     | –      | 14    | 0      |
| Bloemfontein Celtic (wyp.) | Ogólnie            | Ogólnie               | 27    | 1      | 2            | 0            | 1           | 0           | 0     | 0      | 0     | 0      | 30    | 1      |
| Bidvest Wits               | 2019/20            | Premier Soccer League | 14    | 0      | 4            | 1            | 0           | 0           | 0     | 0      | 0     | 0      | 18    | 1      |
| Bidvest Wits               | Ogólnie            | Ogólnie               | 14    | 0      | 4            | 1            | 0           | 0           | 0     | 0      | 0     | 0      | 18    | 1      |
| Viborg FF                  | 2020/21            | 1. division           | 10    | 1      | 1            | 0            | –           | –           | –     | –      | –     | –      | 11    | 1      |
| Viborg FF                  | Ogólnie            | Ogólnie               | 10    | 1      | 1            | 0            | 0           | 0           | 0     | 0      | 0     | 0      | 11    | 1      |
| Ogólnie w karierze         | Ogólnie w karierze | Ogólnie w karierze    | 109   | 9      | 11           | 1            | 5           | 0           | 2     | 0      | 3     | 0      | 130   | 10     |

### Reprezentacyjne
| Reprezentacja     | Rok     | Mecze | Bramki |
| ----------------- | ------- | ----- | ------ |
| Południowa Afryka |         |       |        |
| 2017              | 3       | 0     |        |
| Ogólnie           | Ogólnie | 3     | 0      |

| Mecze i gole w reprezentacji | Mecze i gole w reprezentacji | Mecze i gole w reprezentacji | Mecze i gole w reprezentacji | Mecze i gole w reprezentacji | Mecze i gole w reprezentacji | Mecze i gole w reprezentacji | Mecze i gole w reprezentacji |
| Lp.                          | Data                         | Miejsce                      | Gospodarz                    | Gość                         | Wynik                        | Gol                          | Rozgrywki                    |
| ---------------------------- | ---------------------------- | ---------------------------- | ---------------------------- | ---------------------------- | ---------------------------- | ---------------------------- | ---------------------------- |
| 1.                           | 13.06.2017                   | Moruleng                     | Południowa Afryka            | Zambia                       | 1:2                          |                              | Mecz towarzyski              |
| 2.                           | 02.07.2017                   | Rustenburg                   | Południowa Afryka            | Tanzania                     | 0:1                          |                              | Puchar COSAFA 2017           |
| 3.                           | 07.07.2017                   | Moruleng                     | Południowa Afryka            | Namibia                      | 1:0                          |                              | Puchar COSAFA 2017           |

## Sukcesy

### Kaizer Chiefs
- Mistrzostwo Południowej Afryki (1×): 2014/2015

### Viborg FF
- Mistrzostwo 1. division (1×): 2020/2021

### Indywidualne
- Piłkarz miesiąca Premier Soccer League (2×): sierpień 2016, wrzesień 2016[18]

## Życie prywatne
Gordinho urodził się w Benoni, w Południowej Afryce. Jego ojciec jest Portugalczykiem, a on sam posiada dwa obywatelstwa.